# チェ・バンドネオン
チェ・バンドネオン（Che bandoneón ）は、アニバル・トロイロが作曲したタンゴである。

## 概要
1949年作曲の曲。
タンゴ作詞の第一人者オメロ・マンシ作の歌詞がついている。歌詞の内容は、バンドネオンに呼びかける内容となっている
アニバル・トロイロ楽団のレコード録音が有名だが、他のいくつかの楽団の録音もある。また、YouTubeでも、アップロードされている。加藤登紀子もCD録音を残している。